# Želatovice
Želatovice (in tedesco Schelatowitz) è un comune della Repubblica Ceca facente parte del distretto di Přerov, nella regione di Olomouc.